# 釧路中央郵便局
釧路中央郵便局（くしろちゅうおうゆうびんきょく）は、北海道釧路市にある郵便局である。民営化前の分類は集配普通郵便局。

## 概要

### 併設施設
- ゆうちょ銀行釧路店（札幌支店釧路出張所）：取扱店番号920050

## 沿革
- 1874年（明治7年）12月1日 - 釧路郵便役所として米町に開設[1]。（『全国郵便局沿革録 明治編』では釧路郵便取扱所）[2]
- 1875年（明治8年）1月1日 - 米町郵便局と改称[1]。
- 1884年（明治17年）1月25日 -  札幌から根室までの電信線開通に伴い、真砂町（現南大7丁目）に釧路郵便局電信分局の局舎を新設し、一般公衆電信取扱を開始[1]。
- 1885年（明治18年）3月 - 3等局に昇格[1]。
- 1886年（明治19年）7月 - 貯金・為替取扱を開始[1]。
- 1889年（明治22年）7月 - 2等局に昇格[1]。
- 1893年（明治26年） - 小包郵便の取扱を開始[1]。
- 1902年（明治35年）3月26日 - 釧路電信局に編入される形で釧路郵便電信局となり[2]、入舟町（現・大町7丁目）に移転[1]。
- 1903年（明治36年）4月1日 - 通信官署官制の施行に伴い釧路郵便局となる[1][2]。
- 1909年（明治42年）1月1日 - 入舟町（現大町4丁目1）に移転して電話交換業務を開始[1]。
- 1916年（大正5年）4月 - 電報配達用赤自転車を配置[1]。
- 1919年（大正8年）5月16日 - 1等局に昇格[1]。
- 1922年（大正11年）1月20日 - 当局の郵便逓送員である吉良平治郎が吹雪の中で殉職。（責任感発露の模範として1930年（昭和5年）に修身の教科書に採用）[1]
- 1924年（大正13年）3月29日 - 電話交換部門が幣舞町（現大町2丁目）の釧路郵便局電話分室に移転[1]。
- 1928年（昭和3年）3月21日 - 州崎町（現南大通5丁目）に移転[1]。
- 1949年（昭和24年）8月15日 - 釧路電気通信部の電報局・電話局として電信課・電話課が組織上分離。（ただし、電報局庁舎は1957年（昭和32年）まで郵便局2階に所在）[1]
- 1958年（昭和33年）8月10日 - 電話通話および和文電報受付事務の取扱を開始[3]。
- 1964年（昭和39年）11月23日 - 釧路市大町から、同市幸町に局舎を新築、移転[1][4]。
- 1980年（昭和55年）9月15日 - 新庁舎が完成し、業務を開始[1]。
- 1990年（平成2年）7月2日 - 釧路中央郵便局に改称[5]。
- 1992年（平成4年）8月3日 - 外国通貨の両替および旅行小切手の売買に関する業務取扱を開始。
- 2007年（平成19年）10月1日 - 民営化に伴い、併設された郵便事業釧路支店、ゆうちょ銀行釧路店に一部業務を移管。
- 2012年（平成24年）10月1日 - 日本郵便株式会社の発足に伴い、郵便事業釧路支店を釧路中央郵便局に統合。
- 2019年（令和元年）10月1日 - ゆうゆう窓口の24時間営業を廃止。

## 取扱内容

### 釧路中央郵便局
- 郵便、印紙、ゆうパック、内容証明
- 生命保険、バイク自賠責保険、自動車保険[注 1]
- 釧路市内の一部地域の集配業務
- ゆうゆう窓口

### ゆうちょ銀行釧路店
- 貯金、貸付、為替、振替、振込、国際送金、外貨両替、国債、投資信託、変額年金保険[注 2]
- ATM

## 風景印
- 図柄は釧路湿原、幣舞橋、タンチョウ。局名表記は「釧路中央」。
- 使用開始日は2014年（平成26年）10月1日[6]。

## 周辺
- 釧路市役所
- 釧路警察署
- アベニュー946
- 和商市場
- 釧路市こども遊学館
- 国道38号

## アクセス
- JR根室本線 釧路駅から徒歩約9分
- くしろバス 釧路中央郵便局停留所下車
- 駐車場あり：23台